# Helen Meany
Helen Meany (New York, 15 dicembre 1904 – Greenwich, 21 luglio 1991) è stata una tuffatrice statunitense.

## Palmarès

### Olimpiadi
- Oro a Amsterdam 1928 nel trampolino.